# Partito Contadino-Laburista
Il primo Partito Contadino-Laburista (eng: Farmer-Labor Party) degli Stati Uniti fu fondato nel Minnesota nel 1918. A causa dell'ingresso statunitense nella prima guerra mondiale si verificò un forte squilibrio dei prezzi dei prodotti agricoli e dei salari dei lavoratori che provocò l'unione di queste due categorie sociali in un unico partito.

## Labor Party degli Stati Uniti
Uno dei primi contributi al movimento contadino-laburista fu la creazione del partito Laburista. Già nel 1918 nacquero diversi movimenti laburisti in New York, Pennsylvania, Minnesota, Ohio e Dakota del Nord. Tutte queste diverse organizzazioni formarono nel novembre 1919 a Chicago il Partito Laburista degli Stati Uniti.
Il 12 febbraio 1920 ci fu un importante incontro a Chicago fra persone del movimento cooperativo e organizzazioni agricole che rappresentò un passo fondamentale per la creazione del futuro partito Contadino-Laburista.

## Partito Contadino-Laburista degli Stati Uniti
Nel luglio 1920, il partito Laburista degli Stati Uniti cambiò nome in Contadino-Laburista. L'avvocato dello Utah Parley P. Christensen fu candidato come presidente degli Stati Uniti. Christensen ottenne un buon risultato soprattutto nello stato di Washington.
La convenzione del partito del 1922 ebbe la partecipazione di 72 delegati, in rappresentanza di organizzazioni da 17 stati. A questo incontro parteciparono anche delegati del Partito Socialista d'America. La convenzione decise di trasformare il partito in un corpo federato delle organizzazioni sindacali sul modello del partito laburista britannico.

## Partito Federato
Nel luglio 1923, ebbe luogo la conferenza del partito a cui parteciparono circa 540 delegati. Ci furono alcuni dissidi a causa del movimento dei Lavoratori che tentò di ottenere la maggioranza in seno al partito.
Dopo una serie di incontri pubblici, il partito dei Lavoratori riuscì a conquistare il Partito ed a trasformarlo nel "Partito Contadino-Laburista Federato", con l'ambizione di divenire il terzo partito a livello federale.

## Conferenze del 1924
Una conferenza del partito Contadino-Laburista si tenne a Saint Paul l'11 e 12 marzo 1924, in cui si decise di tenere la prossima convenzione nazionale il 17 giugno nella stessa città. In questo periodo il Partito tentò di allontanare dal suo interno i membri considerati comunisti.
Nel giugno 1924 la Convenzione del partito Contadino-Laburista (in cui il partito Contadino-Laburista Federato partecipò in qualità di membro organizzatore) vide la partecipazione di oltre 500 delegati in rappresentanza di 26 stati. La convenzione discusse circa l'imminente corsa alla presidenza degli Stati Uniti del senatore Robert M. La Follette. Acerrimo avversario del Partito dei lavoratori d'America, La Follette non cercò l'approvazione della convenzione, la quale preferì nominare MacDonald e Bouck come candidati alla presidenza e vicepresidenza. Il Comitato Nazionale del Partito si riunì a Cleveland il 4 luglio ed elesse i delegati. Il 10 luglio 1924 la maggioranza del Comitato Esecutivo Nazionale ritirò le candidature di MacDonald e Bouck e si impegnò a sostenere un candidato indipendente del Partito dei Lavoratori. Entro la fine del 1924, il Partito Contadino-Laburista Federato cessò di esistere.

## Partito Contadino-Laburista Nazionale
La dissoluzione del Partito Contadino-Laburista Federato non significò la fine del movimento Contadino-Laburista che continuò ad esistere a livello statale. In particolare, nel Minnesota, ottenne ottimi risultati e riuscì ad eleggere ben tre governatori tra il 1931 e il 1939. Nel 1944, il Partito Contadino-Laburista del Minnesota si fuse col Partito Democratico diventando il Partito Democratico-Contadino-Laburista.

## Nella musica
Il cantante Woody Guthrie scrisse la canzone "Farmer-Labor Train" in onore del partito.

## Membri notabili
- Elmer Austin Benson - Senatore degli USA dal Minnesota, 1935-1936; Governatore del Minnesota, 1937-1939
- Magnus Johnson - Senatore degli USA dal Minnesota, 1923-1925; Rappresentante degli USA dal Minnesota, 1933-1935
- Ernest Lundeen - Rappresentante degli USA dal Minnesota, 1917-1919 e 1933-1937, Senatore degli USA dal Minnesota, 1937-1940
- Floyd B. Olson - Governatore del Minnesota, 1931-1936
- Hjalmar Petersen - Governatore del Minnesota, 1936-1937
- Henrik Shipstead - Senatore degli USA dal Minnesota, 1923-1941 (passato al Partito Repubblicano nell'elezione del 1940)